# Dia (astronomia)
Dia è un satellite naturale irregolare del pianeta Giove; fu scoperto da una squadra di astronomi dell'Università delle Hawaii nel 2000. L'oggetto ricevette la designazione provvisoria S/2000 J 11, ma non si riuscì più ad osservarlo per oltre un decennio e venne formulata l'ipotesi che si fosse scontrato con Imalia, andando in pezzi e producendo un debole anello attorno a Giove.
Infine, dopo essere stato osservato una seconda volta nel 2012, ricevette nel 2015 la designazione definitiva. Il nome scelto per il satellite si richiama all'omonima figura della mitologia greca.
L'oggetto è incluso nel gruppo di Imalia, che comprende i satelliti naturali di Giove che condividono orbite caratterizzate da una distanza compresa fra 11,5 e 11,75 milioni di chilometri, con un'inclinazione orbitale variabile fra 26,6° e 28,3° e un'eccentricità orbitale variabile fra 0,11 ed 0,25. Tuttavia la relativa orbita non è nota con precisione sufficiente e gli elementi orbitali medi non sono stati calcolati.